# Аякс (женский футбольный клуб)
Амстердамский футбольный клуб «Аякс» (нидерл. Amsterdamsche Football Club Ajax) — женский футбольный клуб из города Амстердам. Был основан 18 мая 2012 года.  Домашние матчи команда проводит на стадионе спортивного комплекса «Де Тукомст», его вместимость составляет 1250 зрителей.
В сезоне 2022/23 команда в третий раз стала победителем Эредивизи — Высшего дивизиона Нидерландов.

## История
18 мая 2012 года пресс-служба амстердамского «Аякса» официально объявила, что в системе клуба появилась женская команда. Клуб сразу подал заявку на участие в новом турнире БеНе Лига (нидерл. BeNe League), о создании которого окончательно было объявлено в феврале 2012 года. В марте на заседании исполнительного комитета УЕФА в Стамбуле было одобрено проведение совместного чемпионата Бельгии и Нидерландов.
Первым членом тренерского штаба женской команды «Аякса» стала 49-летняя Марлен Моленар, проработавшая три года менеджером в команде АЗ из Алкмара.  26 мая было объявлено, что 31-летняя Дафне Костер, лидер сборной Нидерландов, станет первой футболисткой клуба. Спустя два дня клуб пополнился полузащитником «Утрехта» и национальной команды Анук Хогендейк. 31 мая 2012 года на пост главного тренера команды был назначен 48-летний Эд Энгелкес, ассистент главного тренера женской сборной Нидерландов. К середине июня состав команды был полностью сформирован. Основным поставщиком игроков для «Аякса» стал клуб «Утрехт», расставшийся с пятью футболистками. 3 августа команда провела первую игру в истории, обыграв в товарищеском матче клуб «Састюм» со счётом 13:0. Сезон 2012/13 «Аякс» начал с победы над «Херенвеном» (2:0) в Лиге Оранж, где выступало всего восемь команд из Нидерландов. В 14 матчах футболистки «Аякса» одержали 6 побед, 3 раза сыграли вничью, и потерпели 5 поражений. Заняв 4-е место, клуб вышел в БеНе Лигу А, куда также попали «Твенте», АДО Ден Хааг, ПСВ/ФК Эйндховен, и ещё четыре представителя из Бельгии, игравшие в Лиге Ред.

## Состав команды
На сезон 2022/23
| №  |                  | Поз. | Имя                    | Год рождения |
| -- | ---------------- | ---- | ---------------------- | ------------ |
| 1  | Флаг Нидерландов | Вр   | Лизе Коп               | 1998         |
| 2  | Флаг Нидерландов | Защ  | Лиза ван дер Мост      | 1993         |
| 3  | Флаг Нидерландов | Защ  | Рос ван дер Вен        | 2001         |
| 4  | Флаг Нидерландов | Защ  | Лиза Дорн              | 2000         |
| 5  | Флаг Нидерландов | Нап  | Сорайа Верхуве         | 1997         |
| 6  | Флаг Нидерландов | ПЗ   | Марте Мюнстерман       | 1993         |
| 7  | Флаг Нидерландов | Нап  | Роме Лёхтер            | 2001         |
| 8  | Флаг Нидерландов | ПЗ   | Шерида Спице (капитан) | 1990         |
| 9  | Флаг Нидерландов | Нап  | Никита Тромп           | 2002         |
| 10 | Флаг Нидерландов | ПЗ   | Надине Нордам          | 1998         |
| 11 | Флаг Нидерландов | Нап  | Эшли Верден            | 1999         |
| 12 | Флаг Нидерландов | Нап  | Изабелле Хукстра       | 2003         |
| 15 | Флаг Нидерландов | Нап  | Чесити Грант           | 2001         |

| №  |                  | Поз. | Имя                 | Год рождения |
| -- | ---------------- | ---- | ------------------- | ------------ |
| 17 | Флаг Нидерландов | Нап  | Элиша Крёйзе        | 2003         |
| 18 | Флаг Нидерландов | Защ  | Мелисия Кейзер      | 2003         |
| 19 | Флаг Нидерландов | Нап  | Тини Хукстра        | 1996         |
| 20 | Флаг Нидерландов | Нап  | Эшли Баккер         | 1993         |
| 21 | Флаг Нидерландов | ПЗ   | Роса ван Гол        | 2004         |
| 22 | Флаг Нидерландов | Защ  | Квинти Сабайо       | 1999         |
| 24 | Флаг Нидерландов | ПЗ   | Ирис Стикема        | 2002         |
| 25 | Флаг Нидерландов | Защ  | Кей-Ли де Сандерс   | 1998         |
| 26 | Флаг Нидерландов | Защ  | Иса Кардинал        | 2005         |
| 28 | Флаг Нидерландов | Вр   | Регина ван Эйк      | 2002         |
| 31 | Флаг Нидерландов | Вр   | Дионе ван дер Вал   | 2003         |
| 32 | Флаг Нидерландов | ПЗ   | Йонна ван де Велде  | 2001         |
| 33 | Флаг Нидерландов | Защ  | Вита ван дер Линден | 1997         |

## Тренерский штаб
| Должность        | Имя            |
| ---------------- | -------------- |
| Главный тренер   | Сюзанне Баккер |
| Тренер-ассистент | Сандер Лёйтен  |
| Тренер вратарей  | Робби Теттеро  |

## Достижения
- Чемпионат Нидерландов:
  -  Чемпион (3): 2016/17, 2017/18, 2022/23
- Кубок Нидерландов:
  -  Обладатель (5): 2013/14, 2016/17, 2017/18, 2018/19, 2021/22
  -  Финалист (2): 2014/15, 2015/16
- Кубок Эредивизи:
  -  Обладатель: 2020/21